# Mus bufo
Mus bufo (Миша жаб'яча) — вид роду мишей (Mus).

## Поширення
Країни поширення: Бурунді, Демократична Республіка Конго, Руанда, Уганда. зазвичай знаходиться вище 1500 метрів над рівнем моря й до 3000 м.

## Екологія
Населяє щільні вологі ліси, болотяні ліси, бамбукові ліси і навіть вторинні ліси. Це травоїдний, а іноді й всеїдний вид.